# Första slaget vid Ypern
Första slaget vid Ypern, också kallat Första slaget om Flandern (franska: 1re Bataille des Flandres, tyska: Erste Flandernschlacht) var ett slag under första världskriget som utkämpades mellan den 19 oktober och den 22 november 1914 om staden Ypern i västra Belgien. Den tyska och de västra allierade försöken att säkra staden från fiendens ockupation inkluderade en rad fortsatta slag i och runt den belgiska kommunen Västflandern. Slaget anses vanligen vara den sista fasen av kapplöpningen till havet, efter att tyskar å ena sidan, och allierade å andra sidan om vartannat försökt kringgå varandra på väg mot engelska kanalen. Den 19 oktober mötte de allierade tyska trupper i Ypern och det är detta datum det första slaget inleds. Fruktlösa anfall från båda sidor kännetecknade detta slag som sedan skulle bli det som kännetecknade västfronten. Tyska styrkor slog igenom den brittiska linjen mot slutet av slaget men slogs sen i spillror den 11 november. Slaget sägs vara avslutat den 22 november 1914. Slaget kan sägas markera början på det blodiga ställningskrig som skulle pågå i fyra år.  250 000 fransmän, belgare, britter och tyskar stupade, sårades eller anmäldes som saknade. Uttrycket Der Kindermord avser de tusentals tyska soldater från årsklass 1914 som stupade.